# 南管
南管，原稱絃管，亦稱南音、南乐、南曲、郎君樂等，是一個絲竹樂種，發源於古代泉州，在臺灣相當盛行。弦管保存了漢魏以來遺風，其合奏編制上溯漢代，樂器型制、演奏範式、樂曲結構等，又與唐宋大曲關係密切。因風格高雅深邃，素有千載清音之譽。弦管與智化寺京音樂等，同列為現存最古老的樂種；在臺灣，與具有北方特色的北管相對。

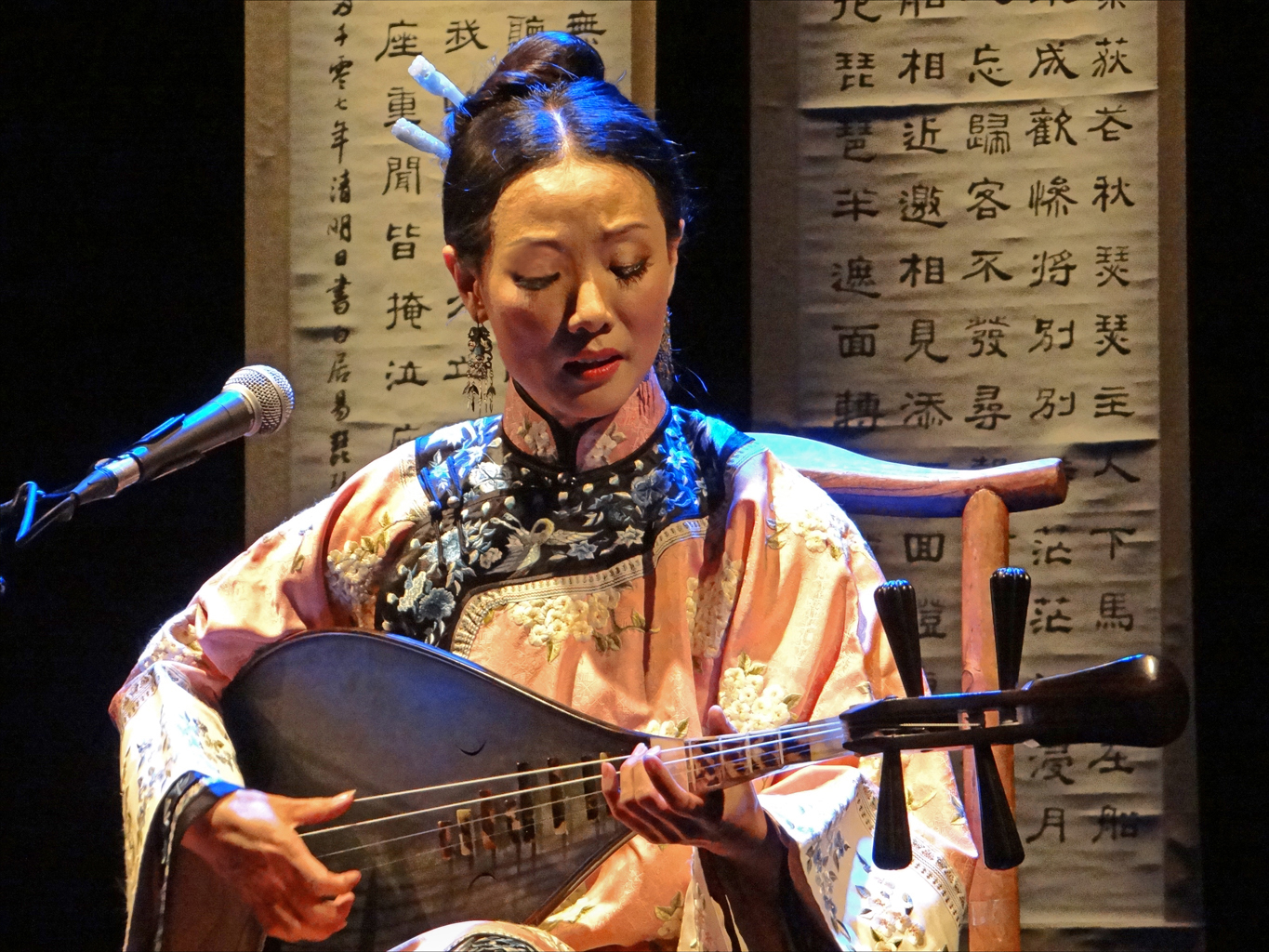
弦管音樂家王心心彈奏弦管琵琶

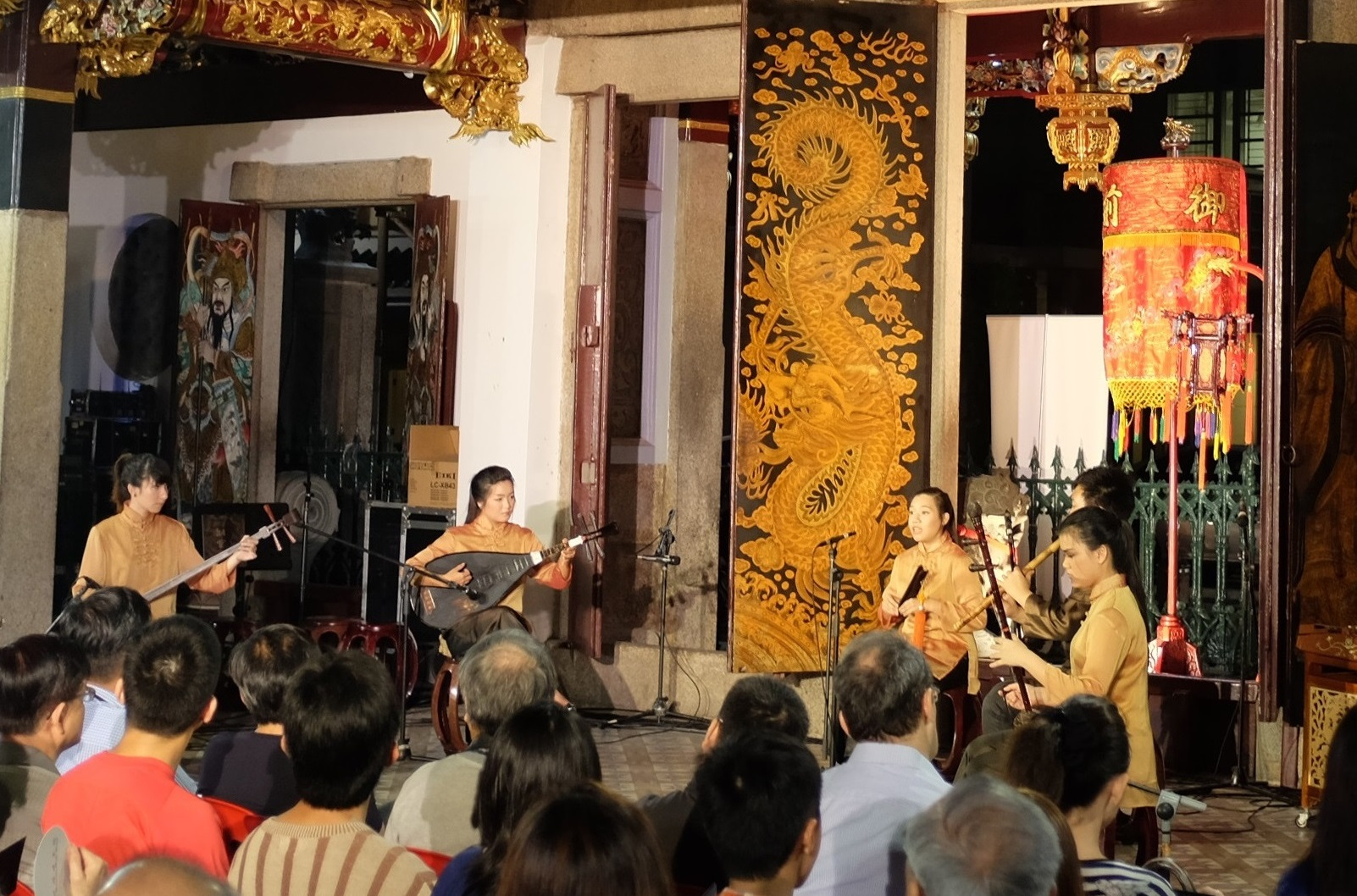
新加坡天福宮的弦管演出

弦管體現了古代雅樂的審美思想。在弦管合奏中，樂器各司其職，以多層的陰陽結構，相輔相續。各樂器之音皆細緻可辨，無相奪倫。典型的編制為琵琶、三絃、洞簫、二絃、拍(板)，合稱上四管。曲目既有純器樂曲，也有「絲竹相和、執拍者歌」的奏唱曲。在閩南地區作為核心音樂，應用於各處，例如道教、佛教的儀式音樂，和戲劇音樂等等。弦管於2009年列入聯合國教科文組織人類無形文化遺產代表名錄，現今流傳於中國的廈門、泉州、漳州，以及臺灣、東南亞的菲律賓、新加坡、馬來西亞、印度尼西亞等地。

## 歷史
根據記載，弦管形成並發展於泉州，再流傳至其它地區。泉州的歷史文化悠久，西晉永嘉之亂，中原士族避難，輾轉遷徙到福建一帶，史稱「衣冠南渡」。唐代的中原人士入閩，規模更甚，天寶年間的移民還有不少精通音樂者。宋代則因皇室南遷，大量的人員移入，政治文化中心也隨之轉移。這些不同時期的移民將具有中原流風餘韻的語言、音樂帶來閩南地區，解釋了弦管的古雅特點。另一方面，泉州因地形背山面海，海運突出，在唐代已然貿易發達，到了宋元時期更成為世界第一商港。人文薈萃，加以經濟繁榮，讓高雅細緻的音樂得以發展。現今臺灣的弦管分布，亦多集中於文風鼎盛或歷史悠久的城鎮。

### 南北朝以前
弦管的歷史淵源，可追溯到漢代的相和歌。《晉書 · 樂志》記載：“相和，漢舊歌也，絲竹更相和，執節者歌”，而弦管的唱奏，即是由執拍板者歌唱，並與絲竹樂器合奏。「執節者歌」之「節」為拍板的前身，宋代高承《事物紀原》載明：「晉魏之代有宋識善擊節，然以板拍之而代擊節，是則拍板之始也。」「更相和」即樂器以相續模式合奏，絡繹不絕，弦管亦如是。
魏晉時期，相和歌漸與「清商三調」交融，形成清商樂，南朝宋的王僧虔所言「今之清商，實猶銅雀，魏世三祖，風流可懷」可證。清商三調為周朝遺聲，有平調、清調、瑟調，與弦管的三個基本管門有所聯繫。南朝梁時，相和歌已發展出相和大曲。所謂「大曲」，歷來皆指結構龐大之曲，而相和大曲，即具有三部結構，依序為「艷、曲、趨」，與弦管整絃活動之「指、曲、譜」有不少相似之處。
關於相和樂的樂器編制，《晉書 · 樂志》提到：「本一部，魏明帝分為二，更遞夜宿。」《樂府詩集》則提及「晉、宋、齊，止四器也。」由此推測，相和歌自一部分為二部起，持續細緻化、深刻化，遂演化出精簡的樂制。根據《南齊書 · 蕭惠基傳》所載，相和樂到了南朝齊時，已成為典正高雅的音樂了。這些特徵，皆與弦管的美學相符合。

### 隋唐
清商樂隨著南北朝的戰亂而流散，待隋平陳後重被收獲。其典正高雅，得到隋文帝賞識，因而製成「清樂」十四調，作為隋朝之雅樂。到了唐代，清樂在宮廷音樂中仍佔有一席之地，是太樂署的音樂教習項目之一。據《唐六典》所載，當時的清樂，有大曲、文曲、小曲之形式，而清樂大曲，還在教習時長上居眾樂之冠。清商樂因風格典雅，也受到當時文人的認可和推崇，成為一種怡情養性的風雅之好，在江南一帶尤為盛行不衰。
隋唐時期，已出現弦管三樣樂器的相關記載。拍板已在宮廷音樂中使用，《舊唐書》形容其“長闊如手，厚寸餘，以韋連之，擊以代抃。”而弦管的拍板，被認為是現今最接近唐代拍板者。具有梨形共鳴箱的琵琶，原稱「曲項琵琶」，也在唐代大盛，遂獨據「琵琶」之名。其特有的橫抱彈奏，猶存於弦管琵琶，其他樂種的琵琶，則多因音域不斷擴充而演變成豎彈。古代琵琶原先以木撥彈奏，然唐初已出現手彈之法，其後亦逐漸盛行，如唐韋絢《劉賓客嘉話錄》所述：「貞觀中彈琵琶，裴洛兒始廢撥用手，今俗為掐琵琶是也。」唐代的吹奏樂器尺八，以其一尺八寸的長度得名，此規範至今仍為弦管洞簫所沿用。
合奏方面，弦管特色之一，為樂曲開頭多以彈撥樂器撚指起音，而後洞簫等樂器隨之溶入合奏，此正同唐樂「起樂皆以絲聲，竹聲次之」，稱為「絲抹將來」。宋彭乘《續墨客揮犀》有云：「凡御宴進樂先以弦聲發之，然後眾樂和之，故號絲抹將來。今所在起曲遂先之以竹聲，不唯訛其名，亦失其實矣。」說明唐樂的「絲抹將來」到了宋代多已變異而失其實，而弦管則尚存有該特徵。
與弦管關係密切的清樂大曲，是唐代各種大曲的根基，這些大曲的諸多特徵，又為弦管所保有。除了以拍節樂、拍法變化、速度漸變原則、三部結構等共同點外，唐大曲的曲調特徵或手法，也出現在弦管的純器樂曲「譜」當中。

### 宋元
弦管的二絃和三絃在宋代已出現。宋代奚琴被認為是現今胡琴的前身，而奚琴又與二絃更為相似。如北宋陳暘《樂書》中所繪，奚琴與二絃皆將絃繫於軫頭，而現今胡琴則是繫於軫末，剛好相反。三絃雖在元代以後才有文字史料的記載，然而近代的考古發現，證實其在宋代已出現。綜合前述，可知弦管的上四管編制，在宋元時期應當已具規模。另外，弦管唱奏曲目中藝術性極高、曲風緩慢的七撩曲，講究咬字轉韻、抑揚頓挫，可能與宋代的慢詞有關。
宋代是古典美學的高峰期。在當時，文人為文化的主導者，他們對美的追求，擴及生活各個層面，從宋代四藝、宋瓷，到園林藝術等等，皆體現了文人的審美意趣。這些藝術與弦管之間，或因美學的滲透，而有不少共通點。如空間布局相關者，講求參差錯落、多層對比、相互呼應，忌冗雜等，弦管的合奏亦同。再如宋瓷，造型簡練，而致力於追求釉面的細緻質感，所需技術和成本，皆遠高於紋飾加工者，此對應了弦管少用繁音促節，而著重於難度更高的音色展現。

### 明清
現存最早的弦管曲簿，為明代的兩個刊本，一為《新刊絃管時尚摘要集》，一為《精選時尚新錦曲摘隊》。當中有不少首七撩拍大曲仍存於現今的手抄本中，且前者標有拍位記號。刊本標題中的「新刊」、「時尚」、「精選」等字樣，顯示弦管在明代已成熟興盛，而《新刊絃管時尚摘要集》的副標題《新刊時尚雅調百花賽錦》，則顯見時人對弦管音樂的讚譽。
到了清代，則有道光二十六年的《道光指譜》以及咸豐七年的《文煥堂初刻指譜》，為現存最早的弦管工尺譜（指法譜）文獻。《文煥堂初刻指譜》載明其來自「古譜」 ，其內容有三十六套「指」、十二套「譜」，已涵蓋現今弦管大部分的重要曲目。其後還有《泉南指譜重編》、《絃管源流》、《昇平奏指譜集》，和近代的《閩南音樂指譜全集》等等。
在一些弦管曲簿中，記載了康熙年間「御前清客，五少芳賢」的故事。當時有五位弦管好手，被邀請入宮演奏。皇帝在聽了滌暢諧和的音樂後十分高興，欲加封官職，卻都被婉辭，益羨清高。於是賜與五少芳賢的雅號，以及曲柄黃龍傘、金絲宮燈等御禮。現今弦管演出時，常可看到宮燈涼傘的擺設即源於此，而演奏時腳踩金獅的習慣，則來自御前演奏時的姿勢調整。此「御前清客」（Gū-tsiân-tshing-khik）之說，在嘉慶年間的《晉江縣志》也有提到：“有習洞簫、琵琶，而節以拍者，蓋得天地中聲；前人不以為樂操土音，而以為御前清客，今俗所傳絃管調是也。”

### 近代
在時代變遷下，社會型態、政府政策等因素，讓包括弦管在內的各項藝術，發生不少變化。臺灣方面，進入日本時代後，本地的語言、文化等，原先不受禁止，音樂社團尚能發展。直到中日戰爭爆發，臺灣才有音樂活動的查禁，而弦管則因日本官方皇室的尊重，成為例外。八年的戰爭結束後，臺灣進入另一個局面，在當時特殊的歷史背景下，西方和中國藝術被提倡，本地文化受抑制。若干措施再加上日本時代以來欠缺傳統音樂的教育體制，造成在地音樂社團的銳減，以及後續影響。至今，臺灣的音樂師資培育，依舊缺乏實質的傳統音樂內容，是以中小學的傳統音樂課程難以推行。其導致的欣賞人口不足、人才斷層等問題，讓藝術的精華持續流失。泉廈地區的南音，則因1966年起的文化大革命，受到嚴厲的衝擊，當時的樂團被迫解散，各個曲館也相繼停止活動。
至1970年，因國際局勢的轉變，臺灣開始有了傳統藝術的文化保護政策，弦管是受到最多扶持的項目之一，這源於其崇高的社會地位，和中外學者對其學術價值的肯定。1982年，臺南南聲社受邀至歐洲巡演，獲得國際極高的評價，法國國家廣播公司還在之後邀請南聲社至法國錄音，完成了蔡小月的《南管散曲》一到六卷。此次的巡演成功，在媒體報導和學者為文引介下，掀起了臺灣的弦管熱潮，弦管於是受到各界越來越多的關注。泉廈地區則至文革結束後開始復辦南音，在政府單位的支持下，積極進行復興的工作。相對於保留傳統風貌的臺灣，泉廈則強調創新、再造，偏向舞台化的發展。
兩岸開放交流後，相互影響不斷。臺灣的弦管，出現了傳統生態之外的新式團體，在跨界合作下，提升弦管在其它藝術領域的能見度。學術界方面，因弦管古樂研究熱潮的影響，不少人加入學習的行列，應運產生了各種研習班、才藝班。自2009年南音登入「世界無形文化遺產」之後，更多有識之士注意到弦管的美與藝術性。兩岸分別作了保存者的登錄，各地館閣也與政府合作，讓社會大眾有更多接觸、學習弦管的機會，在弦管的傳承推廣上持續邁進。

## 曲目
弦管曲目歷史悠久，從現存文獻可知，不少名曲在四百多年前就已盛行。曲目主要有指、譜、曲三大類別：「指」和「譜」為大曲，是南管的精華所在，需要更高的演奏水平；「曲」含有短篇的曲目，但以初學者來說，仍需多年的學習方能有所掌握。

### 指套Tsuínn-thò
指又稱指套，演奏時間是三類曲目中最長的，多在半小時至一小時之間。內容由數個章節構成，演奏時章節間不中斷。指套雖有指詞，但一般作為器樂來演奏。或認為指套以曲調為主體，而指詞作為輔助。如若與其他音樂相比，則可見指套唱奏具有多重挑戰：其以雄厚的音色貫穿長篇，包含大量高音和長音的展現，而無歇息的段落。
指套目前共四十八套，由原先的三十六套（內套）和之後新增的十二套（外套）組成。曲詞的內容主要來自歷史故事，大多描寫男女愛情的悲歡離合，然而不論內容為何，其演奏皆呈現深沉內斂的情緒。「五大套」為館閣絃友交流時，「指」類的必備曲目，有《自來生長》、《一紙相思》、《趁賞花燈》、《心肝跋碎》、《為君去時》；再加上《我一身》、《我只處心》、《鎖寒窗》則稱為「八大套」，涵蓋了最重要的幾個門頭。指套因篇幅的關係，現今較常演奏「指尾」，如《對菱花》的次節〈鳳簫聲斷〉、三節〈魚沉雁杳〉。

### 大譜Tuā-phóo
譜又稱大譜，是三種曲目中唯一沒有曲詞的純器樂曲，內容偏向寫景敘物，藉物詠懷。其由數個各具標題的章節所構成，如《梅花操》分為〈釀雪爭春〉、〈臨風妍笑〉、〈點水流香〉、〈聯珠破萼〉、〈萬花競放〉五個章節。演奏時章節間不中斷。譜的這些章節並無對應的曲牌，曲調走向較為特殊，與唐代大曲有關，有些譜還有非常飄逸高遠的意境。大體而言，譜被認為是弦管清雅莊重的代表。
大譜目前共十六套，由原有的十三套（內套）和之後新增的三套（外套）組成，著名的四大譜為《四時景》、《梅花操》、《走馬》、《百鳥歸巢》，合稱四梅走歸。

### 散曲suánn-khik
曲又稱散曲，帶有曲詞，在三類曲目中最為常見，數量多達數千首，謂之「詞山曲海」。演奏時以歌者為要角。每一首「曲」的曲調，都出自弦管曲調系統之曲牌，非隨意創作。有些曲牌是由多個曲牌相融而成，可從牌名中的「反」字或數目字辨識。著名散曲，如以昭君出塞為主題的不少曲目、與整絃活動有關的四子曲之曲目等等。此外，還有許多較常奏唱的短篇樂曲，稱為「籠面曲」。整體來說，弦管散曲的奏唱仍較其他音樂困難，原因同指套一節所述。

### 套曲thò-khik
在三大曲目類型之外，還存在所謂的「套曲」。它與指套一樣是多章節形式，但由多位歌者以「樂不斷聲」的方式接續。最具代表性的是所謂的「七序八套」，有《十三腔序》、《薔薇序》、《黑麻序》、《恨蕭郎套》、《玉樓春序》、《百拍齊雲陣》、《大小都會》、《傾盃序》、《梁州序》，然而現今已瀕臨失傳。近年來，在學術界與地方文化局的合作下，復原演出了《百拍齊雲陣》。

## 主要樂器
弦管樂器分為上四管與下四管。上四管（頂手傢俬）是弦管主要的合奏編制，共有五樣樂器，介紹如下：

### 琵琶pî-pê
型制為曲頸、四絃、四相九品（相為頸部柱位，品為面板柱位），面板左右各有半月型凹槽作為音窗，稱為「雙開鳳眼」，日本正倉院所藏唐代琵琶亦有之。琴背以杉木製作，多刻有該琵琶專屬的名字，如寄情、金聲、龍吟、鳳鳴等，並配上典雅的篆刻印章。琴面則為梧桐木製，面上音柱以玳瑁製成。如唐宋之式橫抱彈奏，按絃不用中指，彈撥須留意音色厚度、餘音長度。在合奏中，琵琶以鏗鏘的樂音形成樂曲骨幹，主導音樂的速度，因此被喻為眾樂器之「主帥」，演奏者多由經驗豐富者擔任。然而其仍須關照其他樂器，互相協調。

### 三絃sam-hiân
彈撥式樂器，三條絃、長柄。音箱小而橢圓，以紅木、烏木製成，兩面以蟒皮包覆。音色低沈，與琵琶同奏骨幹音而互補。兩種樂聲表面聽來似為同時，實則有細微差異，原因在於三絃共鳴性較強，故用其餘音緊貼琵琶音之輪廓，形成亦步亦趨、如影隨形之感。在譜《梅花操》中，三絃會使用不同的彈法，或在琵琶之後半拍出聲。

### 洞簫tōng-siau
以帶有根部之竹製成，與唐制尺八同為一尺八寸、前五孔後一孔。然洞簫規範更嚴，須為十目九節，並於第三、四、五節各開兩孔。「十目九節」之式見於魏晉長笛，為唐制尺八的前身。洞簫吹口為「V」字型，稱為「山口」。吹奏時雙臂略微外張，呈「鳳凰展翅」狀，並以綿長樂音填補骨幹音間的空缺。每當前一樂句結束，新的樂句將開始前，洞簫會先行出音，引導其他樂器進入下一樂句，因此被比喻為「帶路先鋒」。在譜《百鳥歸巢》中有特殊的吹奏展現。

### 二絃jī-hiân
弓弦樂器，與宋代奚琴外型一致，皆將琴絃繫於軫頭，不同於現今胡琴繫於軫末。二絃琴身為十三節之竹，頂端為竹根，底部的音箱稱琴筒，為林投木製。琴絃同琵琶、三絃之制，保留絲絃的傳統。琴弓以竹子和馬尾製作，弓首或有鳳凰雕刻，而鬆軟的馬尾，可細緻調控音色。運弓有嚴格規定，內絃則拉弓，外絃空絃則推弓，謂之陽順陰逆，與音色有關。二絃演奏以時明時晦為美，通常於簫音間歇時順勢顯現，助簫餘韻，有「簫咬絃、絃入簫」之說。術語「簫絃法」概括了所有的簫絃演奏知識。二絃作為上四管中的弓弦樂器，尚有調和四管之責，變化較難掌握。在譜《八駿馬》中呈現其演奏精華。

### 拍(板)phik
檀木製，五片串成，執拍者雙手捧之，居中央拍擊以節樂，制衡全場。節樂由來久矣，然所用之器歷代演變，至唐代乃以拍板為之。宋《拍板謠》有云「絲竹望我為宗師」，現今弦管的拍板亦為合樂中的領袖。弦管人對執拍者的要求，除了發音中節外，還須確實掌握撩拍。其所謂「按撩」、「踏撩」者，為唐樂之遺風。
唱曲時，歌者兼任拍板位置，以本嗓（真音）、正管（樂曲原本音律）演唱。樂曲之初執拍者站立，待擊第一拍後才坐下。樂曲將結束時，執拍者也須起立，此時若有下一名歌者，則前來接拍以銜接下一曲 ，且過程應莊重優雅，行禮如儀。
- 上四管合奏時，演奏者相對而坐，圍繞成馬蹄形。執拍板居於中央，琵琶和三絃往其右手側而列，洞簫和二絃則往左手側而列[193]。演奏者會腳踏著金獅，坐在太師椅上悠然奏樂[194]。而所謂“坐遍五張金交椅”，即形容精通曲唱與上四管演奏的音樂全才[195]。

## 行腔
弦管的行腔，泛指洞簫、二絃或歌者，對琵琶樂音的貫行、潤飾。由於弦管曲速悠緩，各種行腔的變化得以舒展。如同書法的運筆走勢，要有粗細變化、起承轉合，還要注意佈局的和諧。弦管的行腔法是其重要音樂特徵之一，如許多樂種、劇種雖然使用了弦管的曲調，但在風格上仍與弦管明顯不同。

### 做韻
做韻是指在骨幹音（琵琶音）之間增添其它的樂音，用以豐富音高的起伏變化，輔助行腔之走勢。做韻要依據琵琶指法，和兩音之間的相對音高，衍生出了一些術語。簡而言之，上行與下行為兩種常見的做韻，其它如先上行後下行再回到骨幹音，亦屬傳統，但用量比例較少。做韻對樂曲風格影響甚大，而傳統的處理趨向簡約，避免過多的裝飾樂音。

### 頓挫
弦管行腔以頓挫跌宕為美，樂聲綿延者，如歌者、洞簫、二絃，在演奏中皆會藉由迅速短暫的施力或其它方式，於關鍵處產生明顯的起伏，多與琵琶相應。頓挫的強度不能過於剛硬，要以行腔的整體觀之，留意輕重、疏密之佈局。頓挫的重要性在古代音樂理論中亦有提及，如清徐大椿《樂府傳聲》提到：「唱曲之妙，全在頓挫，必一唱而形神畢出，隔垣聽之，其人之裝束形容，顏色氣象，及舉止瞻顧，宛然如見，方是曲之盡境。」

### 叫字
弦管的曲唱，用語近中原古音，並有「依字行腔」之論、「叫字」之法。所謂「叫字」，即基於漢語的「反切」，將曲唱的字音分成聲母（字頭）與韻母（字腹、字尾）來處理，在緩慢行腔的延展下，形成字腹佔演唱大部分之特色。叫字的過程，要依序呈現「吐字、牽韻、歸韻」之美。「吐字」，即將聲母唱出，須留意舌、唇、齒之口形，以確保發音清晰純正。「牽韻」，即延續字腹，並在高低起伏的行腔中，透過各發聲部位的騰挪，達到音色上的空間感變化，如弦管所謂的「內唱」、「外唱」，或是低音的喉韻、胸腔共鳴。「歸韻」，是指字腹轉換到字尾的過程，若兩者相同則省略。在兩者間的騰挪中，要留意與韻母共鳴的協同作用，完成後再進入下一字或收音。

## 美學
弦管本為文人仕紳的風雅之好，美學較為深刻抽象，一般人不易領略，許多音樂借鑒或效法南管，亦未得其要。因前章已論行腔轉韻，現將南管其它方面的美學略述如下：

### 節奏
弦管的大型曲目，速度往往非常緩慢。然其節奏非一成不變，而是由緩慢深沉而起，逐漸輕快明朗，最終緩和下來作結。這種全局性的變化，在演奏當下細微至難以察覺。越緩慢的弦管曲目，通常有越高的藝術性和奏唱難度。以五大指套中的一紙相思為例，開頭的四個字「一紙相思」就要演奏到四分鐘以上才算合格，如同古代文人推崇的「一字之長，延至數息」。這樣的速度，意在展現樂器或唱者的氣韻或音色。音色為廣泛音域之聲相和而成，相較於旋律、聲線起伏來說，更加細緻多變。惟其須以敏銳的聽覺辨識，初學者較難感知，而演奏者也需要豐富經驗，才能精細掌控。此外，弦管的撩拍，亦是其審美不可或缺者。
- 音樂的深刻性，與音色、節奏的細緻變化相通，如弦管的「上撩曲」，單是節奏的掌握就屬不易[120]，有「絃管拍要會打就是半個絃管先生」之說[224]。

### 合奏
弦管的「合奏」與其他樂種的「齊奏」有截然不同的美學。合奏之美，在春秋時代孔子就有論及：「樂其可知也，始作，翕如也；從之，純如也，皦如也，繹如也，以成。」其中，「翕如」、「純如」點出了合奏的特徵，它是由多個主體協調演奏，與齊奏相較，難度更高。協調需要彼此聆聽，而「皦如」即指各樂器之音細緻可辨，各有展現空間而不相雜沓，如朱子所注「合而和矣，欲其無相奪倫。」其具體表現，為樂音間的音色差、時間差、聲線差。眾樂音既相殊異，或以相生手法交融，遂相續不絕，即所謂「繹如」。這些美學特徵，在弦管合奏中皆可見到 。
在弦管上四管合奏中，五樣樂器根據音色、性能、演奏法等，形成各自的定位，和多層的陰陽（相生）關係，自清代以來的弦管文獻多有論及。彈撥樂器其聲如珠，為樂曲之「骨」，簫絃則樂聲綿延，為樂曲之「肉」，兩者之合，宛如「骨肉相纏」。「骨」音之中，琵琶之清亮與三絃之低沉相襯，三絃的餘音圓潤了琵琶的鏗鏘音色。「肉」音之中，洞簫之渾厚與二絃之纖細互補，兩者交織進行，有謂「簫咬絃、絃入簫」。這四種樂聲之上，又有拍板，分章斷句，制衡全場。如此多層次的關係，需要演奏者之間的高度默契，若是大型的曲目，則更須全神貫注。合奏至深者，演奏者彼此心靈契合而渾然忘我，弦管人稱之為「和」。

### 獨奏
傳統的弦管演奏，亦包含個人的自修演奏。這種演奏與一般面向觀眾的獨奏不同，它追求的是澹泊、超逸的境界。以弦管琵琶來說，在演奏前「宜淨地焚香，整頓衣冠」，然後「座盤左膝，和色溫順，寬心柔氣，靜寂勿動」，方可調和四弦。演奏時，琵琶彈奏的「骨音」，在緩慢的節奏中，形成大量留白，原本填補其間的簫絃「肉音」，被昇華成為形而上的絃外之音。以「骨肉相纏」觀之，此即古典美學之「虛實相生」，如清代畫家笪重光提到：「虛實相生，無畫處皆成妙境。」這種美學的要點在於，虛與實分別對應無限與有限，藉由虛實的互動，使二者交融，便可自有限通往無限，進而達到所謂「超以象外，得其環中」之妙。

### 文化
弦管音樂之高雅、細緻，與其文化內涵密不可分。歷史悠久的弦管，形成了一個文化圈，有其特殊的規範、用語等。弦管人以「絃友」互稱，以樂會友，並以「館閣」作為音樂交流的場所。又自稱「郎君子弟」，有知音相惜之意。傳統弦管人對自身音樂有一絲不苟的態度，在演奏技法、演奏儀態、樂器間的配合等方面皆有嚴格要求。早期演出時，多會立起彩傘，並懸掛「御前清奏」的匾額，源於「五少芳賢」之佳話，為高雅風範的象徵。每年的春秋二祭、整絃活動則為弦管界的重要盛事，各地絃友齊聚，交流切磋。如此對音樂的重視，再加上文化圈長期以來的評判體系，維持了弦管修行般的風格。這樣的內涵，即是古代文人追求的「游於藝」，也是弦管與其他音樂特別不同之處。

## 樂譜
弦管的專用譜式，或稱工ㄨ譜、弦管工尺譜、琵琶指法譜，記載了樂曲的「撩拍」、「指骨」等內容。「指」即琵琶指法，含樂音速度規範，「骨」為骨幹音高，即琵琶音高。指骨既為琵琶的彈奏內容，也作為其他樂器的演奏「骨幹」與「指示」。弦管音樂有諸多細節，其細緻的音色變化和高雅的氣韻，尤難從譜面上揣摩，故弦管文化圈歷來重視師承關係、口傳心授。曲目的學習必須熟記著腹，正式的演奏不論篇幅大小，一律背譜，全神貫注。

### 譜式
工ㄨ譜為直式書寫，每行分成三個小行：
- 右行：記錄撩拍，以「、」表示撩位而「。」表示拍位。例如三撩拍的樂段在譜中會出現重複的「 。」[190]。
- 中行：記錄琵琶的指法，以組合符號的方式描述樂音速度[263]。
- 左行：記錄琵琶的音高。基本的五個譜字為「ㄨ、工、六、思、一」[264]，其餘譜字皆由此衍生而來[265]。

有曲文時，上述三小行則與之交替出現。

### 指法符號
基本、常見的指法符號如下表所列，其它符號主要是透過與「點、挑」組合而來。
| 名稱   | 符號 | 說明 |
| ------ | ---- | --- |
| 點     | 丶   | 食指由上而下彈絃 |
| 挑     | ˊ    | 拇指由下往上挑絃 |
| 去倒   | L    | 點和挑的組合，一去一返 |
| 撚指   | o    | 食指和拇指連續點挑，由慢到快並由強而弱，漸至均勻，最後一音回到音量正常的「點」作結，稱為「壓撚」。速度的分配依情況調整，逕入均勻階段者亦有之 |
| 甲線   | †    | 拇指由上而下彈奏原音之倍律，若遇第二絃空絃則以食指點之                                                                                       |
| 落指   | )    | 小指、無名指、中指、食指、拇指依次彈絃 |
| 反指   |      | 先以低一音「點」之（裝飾意味），再以原音「挑」之。大多出現於撩位或拍位                                                                       |
| 鉤指   | v    | 食指由下往上勾絃 |
| 丟(歇) | 口   | 即停頓，抄本中使用「口」或「呈」等符號，「呈」與「停」閩音同。位於撩位時稱停撩，位於拍位時稱停拍。此外還有其它別稱                           |

### 譜字
在不同管門下，工ㄨ譜的譜字音高有所不同。以常見音域內的譜字為例，說明如下：
|   | ㄙ |   |   |
| [ | s  | ɯ | ] |

|   | ㄝ |   |
| [ | e  | ] |

|   | ㄘ  | ㄝ |   |
| [ | tsʰ | e  | ] |

|   | ㄍ | ㄛ | ㄥ |   |
| [ | k˭ | o  | ŋ  | ] |

|   | ㄌ | ㄧ | ㄛ |   |
| [ | l  | i  | o  | ] |

|   | ㄙ |   |   |
| [ | s  | ɯ | ] |

|   | ㄧ |   |
| [ | i  | ] |

其中的「宮、商、角、徵、羽」約略對應到簡譜的「1、2、3、5、6」，如冠以「清」或「變」則表示升一律或降一律。在不同版本的工ㄨ譜中，「思」和「士」兩譜字可能會互換。
其它音域的譜字，音高比工、六低一層者，在對應譜字上方添加「艹」表示；比高一層者，以「ㄔㄨ   」表示。其餘譜字，或為了標明某管門下所參入的其它管門之音，如「〤六」、「〥六」，或為了標明琵琶其它同律但不同彈奏位置之音，如「㒰」。

### 古譜
現存最早的弦管曲譜，來自明代萬歷年間的《新刊絃管時尚摘要集》，又名《新刊時尚雅調百花賽錦》，藏於德國薩克森圖書館，是由漢學家、牛津大學教授龍彼得（Pier van der Loon）所發現。當中有不少曲目，仍留存於四百多年後的現今手抄本中，例如古譜中的《寒冰寫書》是今《一紙相思》的首節，《朱弁》是《心肝跋悴》的首節和次節等等。它們一則曲詞相同，二則曲調的牌名和拍位也都相符。以《金井梧桐》為例，古譜中標示的北字指的是北調，而持續十一拍的雁字（九枝十一雁）也出現其中。關於南管工ㄨ譜（指法譜）的古代文獻，則如明清一節所述。

## 曲調系統
弦管的曲目不僅單獨成曲，曲目之間更構成嚴密的系統，與唐宋音樂關係密切。其主要應用在所謂的「樂不斷聲」，如整絃的「指、曲、譜」程序中，曲有四個分類層次：管門、撩拍、門頭、曲牌，依此而有曲目銜接之則，以及不同的銜接發展模式。

### 管門
弦管所謂的管門，即樂曲用律的分類，因南管以洞簫定調，故管門對應到樂律中的「管色」。常用的四個管門，其用律如譜字一節中所介紹，而命名由來則說明如下：
- 五空管：名稱來自該管門下譜字「六」的洞簫指法，即後一孔與第一到第四之前孔全按，惟第五個前孔不按。
- 四空管：命名方式同五空管，即其「六」的洞簫指法惟第四個前孔不按。
- 五空四管[284]：或稱「五六四仪管」，意即採用了五空管之「六」和四空管之「亻ㄨ   」之指法。
- 倍思管：謂該管門下之「思（士）」音較其它三個管門低一律。

管門的實質特徵，被認為是其特殊的音列活動。如有些管門之間，用律雖僅有一音之差，但因為相同的音有不同的角色或地位，故樂音間的活動關係也就不同，造成風格上的差異。弦管除上述四個管門外，還有一些特殊曲目專用的「管」，如「毛延管」和《三不合》、《四不應》之管。再有一類是加入特殊樂器後用來移調者，如「品管」以「品簫」取代洞簫，較「正管」高三律；「笙管」則是加入笙。

### 撩拍
弦管的撩拍源自唐代，是具有層級的樂曲分節。基本可分為七撩拍、三撩拍、一二拍、疊拍，拍法越大者速度越慢，說明如下：
- 七撩拍：一拍七撩，速度極其緩慢。
- 三撩拍：一拍三撩，速度緩慢。
- 一二拍：一拍一撩，速度偏慢。
- 疊拍：有拍無撩，速度仍不算快。

後三者所對應速度更快者，或在名稱前加一「緊」字，如緊三撩、緊疊。至於不規則的拍法，用於樂曲之前稱為「慢頭」，用於樂曲之末稱為「慢尾」，在樂曲中間，則稱「破腹慢」。部分的撩拍內容，見於拍板一節。

### 門頭
弦管的專用術語「門頭」，是一種保存於抄本中，並流傳至今的曲調分類方式，它將同一管門中性質相近的「曲牌」（或稱牌名）歸納在一起。例如在「四空管」管門中，含有【中滾】及其它的門頭，而在【中滾】這門頭之下又有【十三腔】、【杜宇娘】等等牌名。

## 館閣活動
弦管館閣，為保存樂曲、從事教學傳承的場所，同時也是音樂同好交流活動的中心。相關用語如「拍館」或「打館」意指館員到館閣內相聚合奏、練習，「拜館」則是館閣之間的拜訪、音樂交流。此外，有一些多個館閣共同參與的音樂活動：

### 郎君祭
相傳五代後蜀君主孟昶通曉音律，製曲填詞造詣極高，因而被尊為弦管界的樂神，也就是弦管的祖師爺。在每年的春秋兩季都會舉辦孟府郎君的祭典活動，稱為郎君祭，並且伴隨為期數天的整絃大會，讓不同館閣交流切磋，以絃會友。
在祭祀儀式開始前，常會有昭示性的「踩街」活動，展現出郎君祭的活動態勢。參與祭祀的所有人員，在整裝完後出發，行進時奏什音，然後會師於祭祀場地，開始儀式。

### 整絃
「整絃」又稱「排場」，是弦管特有的大型音樂活動，由多個館閣共同參與。一方面透過樂聲交流情誼，以樂會友，一方面互相切磋，有拼館意味。如臺灣的艋舺地區，在史上有連續十日競奏的紀錄。演奏程序可分為「起指」、「落曲」、「煞譜」三部分。

#### 起指
以指套開場。起首為「噯仔指」，即以上、下四管和玉噯（又稱噯仔或南噯）什音會奏的指套。為了活絡氣氛，還常以笛（品仔）代替洞簫，曲目也多選取一二拍或疊拍的指尾。什音中的下四管（下手傢俬）為四種打擊樂器，介紹如下：
| 響盞 | 為置於竹筐內的小鑼，以竹篾與紙做的小槌敲擊。依金木相剋原則，遇「拍位」不敲，其餘皆隨琵琶指法敲擊。                                                       |
| 四塊 | 又稱四寶，由四塊竹片組成，左右手各執二片，隨琵琶指法出聲。遇拍位時手中兩片握擊，遇琵琶捻聲時則運用腕力快速震動出聲，其餘隨琵琶音形以兩手竹片互擊。       |
| 雙音 | 又稱雙鐘，為兩枚小銅鈴，由兩手分執，互擊發聲。依據金木相剋原則，只打撩而不打拍。                                                                         |
| 叫鑼 | 或稱小叫，由一小鑼及木魚組成，兩者以繩相連。以左手持木魚，小鑼懸空，右手以木片敲之。叫鑼的鑼聲打在琵琶聲的後半拍，與響盞形成對打，木魚則與拍板同打拍位。 |

噯仔指之後，再接以上四管演奏的指套，稱為「簫指」，具有緩和喧鬧氣氛之作用。

#### 落曲
是整絃活動的主要部分，由各地絃友接連演奏，將散曲銜接，使「樂不斷聲」。曲目的發展按特定規則而行，兼有審美的考量，和較量才學的意圖。這些規則，以及演奏者的交接禮儀，簡列如下：
1. 第一首曲子要帶慢頭，且與簫指同一門頭，最後一曲則須帶慢尾[329][295]。
2. 每個門頭銜接落干首曲後，才能進入新的門頭，門頭之間以對應的「過枝曲」過渡[330]。同一管門間的過渡稱為「正枝」，反之則為「偏枝」[331]。
3. 同一管門的曲目銜接，要從拍法較大的門頭開始，慢慢銜接到拍法小的門頭[332]。
4. 樂器手演奏兩首以上才可替換，替換人數每次以一至兩人為限，以免場面紊亂[333]。
5. 歌者在唱最後一句時起立，此時接替者立於三絃右前方，待其唱到最後一字，方走向前，雙方相互行禮，轉交拍板。接過拍板者順向轉身，立於座椅前起唱，至第一個拍擊出後，再緩緩坐下續唱[192]。

上述的曲目銜接法又稱「排門頭」，因難度甚高，故現今多以泡唱代替。

#### 煞譜
唱曲活動接近尾聲，就必須「煞譜」，選擇與最後一曲（煞曲）同一管門的一套譜演奏，將整場音樂會的情緒收攏作結。

#### 四子曲
四子曲為弦管文化圈盛傳的一類以四個門頭輪唱（環唱）的樂曲，在五空管、四空管、五六四仪管中皆有之。其三撩拍者稱為「大四子」，一二拍者稱為「小四子」。四子曲以「五空大四子」最為著名，其四個門頭為【北相思】、【沙淘金】、【竹馬兒】、【疊韻悲】，每個門頭的演唱時間大都在15至20分鐘之間。排場演奏時，第一個門頭須接續指套，例如指套奏《良緣未遂》，則由【竹馬兒】起唱。最後的煞譜，通常選用四大譜之一。

## 文化資產保護
音樂藝術的維繫、發展，需要足夠的演奏人才和欣賞人口，仰賴特定環境的培育。然而歷經結構轉變的現代社會，尚未相應建立完善的傳統音樂教育，傳承危機一直懸而未解，部分音樂藝術甚至因而消失。教育體制的缺陷，亦導致其它問題。許多不明就裡者，或對傳統音樂要求「改革」，或言論偏頗，誤導視聽。近年來則在學術界、文化圈等各界努力下，情況有逐漸改善的趨勢。

### 世界
南音自2002年5月起，開始了世界無形文化遺產的申報過程。當時泉州市政府為此制定了一整套方案，投入了資金，用於南音資源普查、舉辦國際南音活動、編纂出版各種南音書籍等。2009年9月30日申報成功，南音被聯合國教科文組織列入《人類無形文化遺產代表名錄》。

### 中国大陆
2006年5月20日，泉州的南音被列進中華人民共和國國務院公布的第一批國家級非物質文化遺產名錄。
教育方面，泉州地區迄今已有一百多所學校設有南音課，具備從小學到大學的完整南音教育，還設有專科學院，被認為是音樂教育體系的創舉。當前正持續改善師資問題，並開始重視與傳統南音社團的有機結合。
國家級南音傳承人有： 
- 黄淑英，女（1942 –），汉族，泉州市区，第二批
- 苏统谋，男（1939 – 2022），汉族，晋江市，第二批
- 吴彦造，男（1926 – 2015），汉族，石狮市，第二批
- 丁水清，男（1936 – 2009），回族，晋江市，第二批
- 苏诗咏，女（1946 –），汉族，泉州市区，第二批
- 夏永西，男（1945 –），汉族，泉州市区，第二批
- 吴世安，男（1949 –），汉族，廈門市，第二批
- 杨翠娥，女（1972 –），汉族，惠安县，第三批
- 王秀怡，女（1957 –），汉族，廈門市，第三批
- 陈 练，男（1933 –），汉族，安溪县，第五批

### 臺灣

#### 薪傳獎
教育部於民國七十四年設置「民族藝術薪傳獎」，至民國八十三年共計十屆，其傳統音樂類別中的南管部分如下：
| 屆次 | 得主       | 年份     |
| 個人 | 個人       | 個人     |
| ---- | ---------- | -------- |
| 3    | 余承堯     | 民國76年 |
| 5    | 蔡添木     | 民國78年 |
| 6    | 吳昆仁     | 民國79年 |
| 7    | 劉鴻溝     | 民國80年 |
| 10   | 尤奇芬     | 民國83年 |
| 團體 |            |          |
| 1    | 台南南聲社 | 民國74年 |
| 2    | 鹿港雅正齋 | 民國75年 |
| 4    | 華聲南樂社 | 民國77年 |
| 8    | 漢唐樂府   | 民國81年 |
| 9    | 閩南樂府   | 民國82年 |

#### 文化資產登錄
南管為純音樂的樂種，但其曲牌也被其他戲曲藝術使用，這些文化資產的登錄情形如下：
| 公告日期         | 類型   | 保存者                 | 主管機關   |
| 國定             | 國定   | 國定                   | 國定       |
| ---------------- | ------ | ---------------------- | ---------- |
| 2010年 6 月18日  | 南管   | 張鴻明 （1920 – 2013） | 文化部     |
| 2010年 6 月18日  | 南管戲 | 吳素霞                 | 文化部     |
| 縣市定           |        |                        |            |
| 2007年 6 月 5 日 | 南管   | 鹿港雅正齋             | 彰化縣政府 |
| 2007年 6 月 5 日 | 南管   | 鹿港聚英社             | 彰化縣政府 |
| 2007年10月 8 日  | 南管   | 閩南第一樂團           | 基隆市政府 |
| 2009年 1 月22日  | 南管   | 南聲社                 | 臺南市政府 |
| 2009年 1 月22日  | 南管   | 張鴻明                 | 臺南市政府 |
| 2009年 5 月 1 日 | 南管   | 海寮普陀寺清和社       | 臺南市政府 |
| 2009年 5 月11日  | 南管戲 | 吳素霞                 | 臺中市政府 |
| 2010年 5 月28日  | 南管   | 鹿港遏雲齋             | 彰化縣政府 |
| 2013年 3 月20日  | 南管   | 蔡青源                 | 嘉義市政府 |
| 2014年 9 月12日  | 南管   | 黃承祧                 | 彰化縣政府 |
| 2014年 9 月12日  | 南管   | 郭應護                 | 彰化縣政府 |
| 2014年12月17日   | 南管   | 陳嬿朱                 | 高雄市政府 |
| 2016年 5 月13日  | 南管   | 清水清雅樂府           | 臺中市政府 |
| 2019年 4 月30日  | 南管   | 右昌光安南樂社         | 高雄市政府 |
| 2019年10月 7 日  | 南管   | 合和藝苑               | 臺中市政府 |
| 2021年12月14日   | 南管   | 蔡芬得                 | 臺南市政府 |
| 2021年12月14日   | 南管   | 張栢仲                 | 臺南市政府 |

- 關於臺灣南管的現況概述，可參閱最新年度的臺灣音樂年鑑[356]。而南管的藝文活動資訊，也有專門網站即時提供[357]。

## 重要團體列表
弦管流傳至今，在各地發展出不少重要團體，有傳統館閣，也有新式團體。雖型態不同，皆致力於弦管的傳習、推廣，除了主要的館閣活動，或舉辦講座、音樂會、研習課程，或與廟宇活動結合。因世界各地之弦管團體為數眾多，僅能簡略列舉如下：
| 所在城市   | 團體名稱                           | 成立時間   |
| 臺灣       | 臺灣                               | 臺灣       |
| ---------- | ---------------------------------- | ---------- |
| 基隆       | 閩南第一樂團                       | 1946年     |
| 臺北       | 華聲南樂社                         | 1985年     |
| 臺北       | 閩南樂府                           | 1961年     |
| 臺北       | 大稻埕和鳴南樂社                   | 1997年     |
| 臺北       | 心心南管樂坊                       | 2002年     |
| 臺北       | 南樂貞遠社                         | 2016年     |
| 新北       | 江之翠劇場                         | 1993年     |
| 新北       | 漢唐樂府                           | 1983年     |
| 新北       | 南薰閣                             | 2015年     |
| 臺中       | 清水清雅樂府                       | 1960年     |
| 臺中       | 沙鹿合和藝苑                       | 1993年     |
| 彰化       | 鹿港雅正齋                         | 約於1749年 |
| 彰化       | 鹿港聚英社                         | 約於1840年 |
| 彰化       | 鹿港遏雲齋                         | 約於1885年 |
| 雲林       | 北港汾雅齋                         | 2011年     |
| 雲林       | 笨港集斌社                         | 2008年     |
| 臺南       | 海寮南樂清和社                     | 1856年     |
| 臺南       | 頂廍開基永安宮安和社               | 2022年     |
| 臺南       | 振聲社                             | 1793年     |
| 臺南       | 南聲社                             | 1915年     |
| 高雄       | 頂茄萣賜福宮振樂社                 | 清末       |
| 高雄       | 下茄萣金鑾宮振南社                 | 1948年     |
| 高雄       | 崎漏正順廟正聲社                   | 1970年     |
| 高雄       | 內門新興庄集聲社                   | 清末       |
| 高雄       | 大社廣益南樂社                     | 2006年     |
| 高雄       | 右昌光安南樂社                     | 1927年     |
| 臺東       | 閩南音樂聚英社                     | 1947年     |
| 菲律賓     |                                    |            |
| 馬尼拉     | 长和郎君社                         | 1820年     |
| 馬尼拉     | 金蘭郎君社                         | 1817年     |
| 馬尼拉     | 國風郎君社                         | 1935年     |
| 馬尼拉     | 南樂崇德社                         | 1928年     |
| 馬來西亞   |                                    |            |
| 霹靂       | 太平仁和公所                       | 1887年     |
| 霹靂       | 太平锦和轩                         | 1945年     |
| 霹靂       | 安顺福顺宫                         | 1950年     |
| 霹靂       | 太平仁爱音乐社                     | 1964年     |
| 雪蘭莪     | 永春會館南音組                     | 1890年     |
| 雪蘭莪     | 雪隆同安会馆南音组                 | 1979年     |
| 雪蘭莪     | 瓜雪暨沙白县福建会馆南音乐团组     | 2006年     |
| 馬六甲     | 同安金厦会馆南音組                 | 1931年     |
| 吉兰丹     | 仁和音乐社                         | 1960年     |
| 柔佛       | 新文龙永春会馆                     | 1978年     |
| 吉隆坡     | 馬來西亞福建會館聯合會文化部南樂組 | 1981年     |
| 印度尼西亞 |                                    |            |
| 雅加達     | 印尼東方音樂基金會                 | 1983年     |
| 新加坡     |                                    |            |
| 中區       | 湘靈音樂社                         | 1941年     |
| 越南       |                                    |            |
| 胡志明市   | 二府會館福建古樂音樂社             |            |
| 中國大陸   |                                    |            |
| 廈門       | 廈門市南樂團                       | 1954年     |
| 泉州       | 泉州市南音传承中心                 | 1960年     |
| 泉州       | 鯉城區泉州南音研究社               | 1952年     |
| 漳州       | 銅陵御樂軒                         | 1762年     |
| 澳門       |                                    |            |
| 澳門       | 澳門南音社                         | 2002年     |

## 延伸閱讀
- 國立臺灣大學藝文中心：雅韻交會 - 南管與薩摩琵琶的訪談介紹（页面存档备份，存于）

## 外部連結
- 中央研究院數位文化中心南管數位館
  - 指《對菱花》 （页面存档备份，存于）
  - 譜《梅花操》 （页面存档备份，存于）（金鼎獎最佳唱片、最佳演奏、最佳製作人）
- 臺灣音樂館 （页面存档备份，存于）